# Wikibase

Logótipo de Wikibase

Wikibase é um conjunto de extensões do programa MediaWiki que trabalha com dados semi-estruturados armazenados em um repositório central no formato JSON (como Wikidata, ao contrário dos dados não estruturados do MediaWiki), desenvolvido pela Wikimedia Deutschland. É formado pelos componentes Wikibase Repository, uma extensão para armazenamento e gerenciamento de dados, e o Wikibase Client, interface de usuário baseada em JavaScript  que permite a recuperação e incorporação de dados estruturados do repositório wikibase.
O modelo de dados dos links da Wikibase consiste em "entidades" que incluem "itens" individuais, rótulos ou identificadores para descrevê-los (em vários idiomas) e, declarações semânticas que atribuem "propriedades" que podem ser itens do banco de dados ou informações textuais.
O Wikibase fornece exportações de tudo, ou exportação de subconjuntos de dados em vários formatos. Os projetos que o utilizam incluem Wikidata, Wikimedia Commons, a biblioteca Europeana, Lingua Libre, e o OpenStreetMap.